# Verknüpfungstafel
Eine Verknüpfungstafel ist eine Tabelle, mit der in der Mathematik und insbesondere der Algebra zweistellige Verknüpfungen  dargestellt werden.
Zum Beispiel zeigt die folgende Verknüpfungstafel die Multiplikation {\displaystyle \cdot :\ \mathbb {Z} _{2}\times \mathbb {Z} _{2}\to \mathbb {Z} _{2}} auf der Menge {\displaystyle \mathbb {\mathbb {Z} } _{2}=\{-1,1\}}:
| {\displaystyle \cdot } | 1  | −1 |
| ---------------------- | -- | -- |
| 1                      | 1  | −1 |
| −1                     | −1 | 1  |

Verknüpfungstafeln treten zum Beispiel in der Aussagenlogik in Form von Wahrheitstafeln auf.
In der Gruppentheorie können sie verwendet werden, um (kleine) Gruppen aufzuschreiben oder zu konstruieren.

## Tafeln zweistelliger Verknüpfungen
Die Darstellung als Verknüpfungstafel eignet sich für jede beliebige Verknüpfung {\displaystyle \circ \colon A\times B\to C}.
Eine solche Verknüpfung {\displaystyle c=a\circ b} ordnet jedem Paar von Elementen {\displaystyle a\in A} und {\displaystyle b\in B} ein Element {\displaystyle c\in C} zu.
Diese Zuordnung kann in einer Tabelle folgendermaßen dargestellt werden:
| {\displaystyle \circ }  | {\displaystyle \dots } | {\displaystyle b}        | {\displaystyle \dots } |
| ----------------------- | ---------------------- | ------------------------ | ---------------------- |
| {\displaystyle \vdots } |                        |                          |                        |
| {\displaystyle a}       |                        | {\displaystyle a\circ b} |                        |
| {\displaystyle \vdots } |                        |                          |                        |

In der Eingangsspalte steht das erste Argument {\displaystyle a\in A}, in der Kopfzeile das zweite Argument {\displaystyle b\in B}, im Schnittpunkt von {\displaystyle a}-Zeile und {\displaystyle b}-Spalte findet sich das Ergebnis {\displaystyle c=a\circ b} der Verknüpfung.
Um die Tabelle vollständig aufschreiben zu können, setzt man zudem voraus, dass die Mengen {\displaystyle A} und {\displaystyle B} endlich sind, und für praktische Zwecke auch noch hinreichend klein. 
Häufig werden Verknüpfungstafeln für innere Verknüpfungen verwendet (also im Fall {\displaystyle A=B=C}) und hier insbesondere für Gruppen.

## Beispiele

### Beispiele aus der Logik
Wahrheitstafeln dienen in der Aussagenlogik dazu, das Ergebnis der logischen Verknüpfungen (Junktoren) zu beschreiben bzw. zu definieren.  Drei typische Beispiele sind
- der Konjunktor {\displaystyle \wedge } (logisches "und"),
- der Disjunktor {\displaystyle \vee } (logisches "oder"),
- die Implikation {\displaystyle \Rightarrow } (logisches "wenn... dann...").

Die folgenden Tabellen zeigen die Verknüpfungstafeln dieser Junktoren:
| {\displaystyle \wedge } | wahr   | falsch |
| ----------------------- | ------ | ------ |
| wahr                    | wahr   | falsch |
| falsch                  | falsch | falsch |

| {\displaystyle \vee } | wahr | falsch |
| --------------------- | ---- | ------ |
| wahr                  | wahr | wahr   |
| falsch                | wahr | falsch |

| {\displaystyle \Rightarrow } | wahr | falsch |
| ---------------------------- | ---- | ------ |
| wahr                         | wahr | falsch |
| falsch                       | wahr | wahr   |

Die ersten beiden Tabellen sind unmittelbar einleuchtend.  Die dritte hingegen ist weniger intuitiv:  Sie drückt die Tatsache aus, dass man durch korrektes Schließen aus wahren Voraussetzungen nur wahre Folgerungen gewinnen kann (erste Zeile), dass man aus falschen Voraussetzungen aber sowohl falsche als auch wahre Folgerungen ziehen kann (zweite Zeile).  Dieses Beispiel zeigt, dass auch die logischen Verknüpfungen einer klärenden Definition bedürfen, und die Wahrheitstafeln sind hierzu eine geeignete Schreibweise.

### Beispiele aus der Algebra
Auf der Menge {\displaystyle A=\{0,1,2,3,4,5,6,7,8,9,10,11\}} betrachten wir zwei Verknüpfungen, die Addition {\displaystyle a+b\,{\bmod {5}}} und die Multiplikation {\displaystyle a\cdot b\,{\bmod {5}}}. Diese entsprechen den folgenden beiden Verknüpfungstafeln:
| {\displaystyle +} | 0 | 1 | 2 | 3 | 4 |
| ----------------- | - | - | - | - | - |
| 0                 | 0 | 1 | 2 | 3 | 4 |
| 1                 | 1 | 2 | 3 | 4 | 0 |
| 2                 | 2 | 3 | 4 | 0 | 1 |
| 3                 | 3 | 4 | 0 | 1 | 2 |
| 4                 | 4 | 0 | 1 | 2 | 3 |

| {\displaystyle \cdot } | 0 | 1 | 2 | 3 | 4 |
| ---------------------- | - | - | - | - | - |
| 0                      | 0 | 0 | 0 | 0 | 0 |
| 1                      | 0 | 1 | 2 | 3 | 4 |
| 2                      | 0 | 2 | 4 | 1 | 3 |
| 3                      | 0 | 3 | 1 | 4 | 2 |
| 4                      | 0 | 4 | 3 | 2 | 1 |

Manche Eigenschaften einer inneren zweistelligen Verknüpfung {\displaystyle \circ \colon A\times A\to A} lassen sich leicht aus der Verknüpfungstafel ablesen:
KommutativitätDie Verknüpfung {\displaystyle \circ } ist genau dann kommutativ, erfüllt also {\displaystyle a\circ b=b\circ a} für alle {\displaystyle a,b\in A}, wenn die Verknüpfungstafel symmetrisch bezüglich der Hauptdiagonale ist.  Dies ist in beiden obigen Beispielen der Fall.
Neutrales ElementEin Element {\displaystyle e\in A} ist genau dann linksneutral, erfüllt also {\displaystyle e\circ a=a} für alle {\displaystyle a\in A}, wenn die {\displaystyle e}-Zeile eine Kopie der Kopfzeile ist.  Gleiches gilt für ein rechtsneutrales Element {\displaystyle e} und die {\displaystyle e}-Spalte.  Im obigen Beispiel {\displaystyle (A,+)} ist {\displaystyle 0} ein beidseitig neutrales Element.  Im Beispiel {\displaystyle (A,\cdot )} ist {\displaystyle 1} ein beidseitig neutrales Element.
Inverse ElementeWir nehmen nach dem vorherigen Beispiel an, dass {\displaystyle e} ein beidseitig neutrales Element für die Verknüpfung {\displaystyle \circ } ist.  Zu einem gegebenen Element {\displaystyle a} ist {\displaystyle b} genau dann rechtsinvers, wenn {\displaystyle a\circ b=e} gilt.  Die Existenz eines solchen Rechtsinversen ersieht man daran, dass in der {\displaystyle a}-Zeile das Element {\displaystyle e} auftaucht.  Gleiches gilt für ein Linksinverses und die {\displaystyle a}-Spalte.  Im obigen Beispiel {\displaystyle (A,+)} ist etwa {\displaystyle 3} beidseitig invers zu {\displaystyle 2}.  Im Beispiel {\displaystyle (A,\cdot )} hat {\displaystyle 0} kein Inverses, jedes andere Element besitzt genau ein Inverses.
AssoziativitätDie Verknüpfung {\displaystyle \circ } ist assoziativ, wenn {\displaystyle a\circ (b\circ c)=(a\circ b)\circ c} für alle {\displaystyle a,b,c\in A} gilt.  Ob eine Verknüpfung diese Eigenschaft hat, ist beim Anblick ihrer Tafel nicht direkt ersichtlich und lässt sich nur durch mühsames Ausprobieren überprüfen.
Quasigruppen und lateinische QuadrateEine Quasigruppe ist eine nichtleere Menge {\displaystyle Q} mit einer Verknüpfung {\displaystyle \circ \colon Q\times Q\to Q}, sodass für alle {\displaystyle a} und {\displaystyle b} in {\displaystyle Q}  die Gleichungen {\displaystyle a\circ x=b} und {\displaystyle y\circ a=b} jeweils genau eine Lösung in {\displaystyle Q} haben.  Dies äußert sich in der Verknüpfungstafel dadurch, dass jede Zeile eine Permutation der Kopfzeile ist und jede Spalte eine Permutation der Eingangsspalte.  Eine solche Tabelle nennt man auch lateinisches Quadrat.
Für weitere Beispiele von Verknüpfungstafeln siehe: Kleinsche Vierergruppe, Quaternionengruppe, Sedenion, S3 (Gruppe), A4 (Gruppe).

## Geschichte
Verknüpfungstafeln wurden in der Gruppentheorie zuerst von Arthur Cayley verwendet.  In einer Arbeit von 1854 nennt er sie schlicht Tafeln (engl. tables) und benutzt sie zur Erläuterung von Gruppen.  Ihm zu Ehren werden Verknüpfungstafeln in der Gruppentheorie auch Cayley-Tafeln genannt.  Zur Konstruktion von Gruppen sind Verknüpfungstafeln jedoch nur für sehr kleine Gruppen geeignet, da das systematische Ausprobieren bei größerer Elementezahl hoffnungslos ineffizient ist.  Diese Herangehensweise wurde daher in der Gruppentheorie durch leistungsfähigere Konstruktionen ergänzt und schließlich ersetzt, und spielt für die Theorie heute keine Rolle mehr.  Die Verknüpfungstafel einer Gruppe führt jedoch unmittelbar zum Satz von Cayley und damit zu einem natürlichen Ausgangspunkt der Darstellungstheorie von Gruppen.